# 22840 Villarreal
22840 Villarreal è un asteroide della fascia principale. Scoperto nel 1999, presenta un'orbita caratterizzata da un semiasse maggiore pari a 2,7906733 UA e da un'eccentricità di 0,0038645, inclinata di 5,96097° rispetto all'eclittica.